# Der Herr Kottnik
Der Herr Kottnik ist eine 13-teilige Familienserie mit Walter Sedlmayr in der Titelrolle. Das ZDF zeigte die Erstausstrahlung von August bis November 1974 wöchentlich donnerstags in seinem Vorabendprogramm. Produziert wurde die Serie von der ELAN-FILM Gierke & Co. aus München. 

## Inhalt
Alfred Kottnik erbt nach dem Tod seines Vaters den familieneigenen Druckereibetrieb – glaubt er zumindest. Doch ein in der Wohnung des Verstorbenen gefundenes Testament lässt offenbar einen anderen Schluss zu. Ehe es aber Wally, Alfreds Schwägerin, zu lesen bekommt, macht sie es durch ein Missgeschick unleserlich. Es tritt nun die gesetzliche Erbfolge in Kraft, nach der Alfred die eine Hälfte des Vermögens erbt und Wallys Kinder Klaus und Edith die andere Hälfte. Fortan sitzt ihm nicht nur Wally, sondern auch der Arzt Dr. Kranzeder im Nacken, der das Grundstück kaufen möchte, um die Druckerei abzureißen und dort ein Wohn- und Geschäftshaus zu bauen. Dabei weiß Kranzeder die etwas unbedarfte Wally geschickt für sich einzunehmen. Doch Alfred – selber gelernter Buchdrucker – will den Betrieb unter allen Umständen weiterführen. 
Als die Familie Post vom Nachlassgericht erhält, da dort ein aktuelleres Testament hinterlegt ist, hat Alfred endgültig das Nachsehen: Alleinerbin ist seine Schwägerin Wally, allerdings unter der Maßgabe, dass Alfred als Geschäftsführer fungiert. Kranzeder versucht weiterhin mit allerlei Tricks und Intrigen, Alfred das Grundstück abspenstig zu machen, doch dieser erweist sich als ebenbürtig. Außerdem beauftragt Alfred den Rechtsanwalt Geisberg, Mittel und Wege zu finden, um das Testament anzufechten. 
Mittlerweile sind sich sowohl Alfred und die Druckereiangestellte Martha Hofer als auch Wally und Dr. Kranzeder privat nähergekommen. Ausgerechnet an deren Hochzeit taucht in der Kanzlei Geisberg unerwartet ein weiteres Testament auf, das nun wiederum Alfred als Alleinerben benennt, was dieser dem Brautpaar genüsslich unter die Nase zu reiben versteht. 
Als Alfred verkündet, die Geschäftsführung aus gesundheitlichen Gründen aufzugeben, wittern Wally und Kranzeder erneut Morgenluft und versuchen, Alfred einen ihnen genehmen Geschäftsführer schmackhaft zu machen. Doch Alfred hat inzwischen Klaus dieses Amt übertragen. Als er jedoch merkt, dass sein Neffe dieser Aufgabe nicht gewachsen ist, übergibt Alfred die Betriebsführung kurzerhand der gesamten Belegschaft.

## Sonstiges
Walter Sedlmayr ist hier einmal mehr in seiner Paraderolle als schlitzohriger, bodenständiger Bayer zu sehen. Die Serie wurde 1984 im ZDF und 1991 auf 3sat wiederholt. Sie ist auch auf DVD erschienen.

## Episodenliste
| Folge | Erstausstrahlung   | Titel                                           | Gastdarsteller (Auswahl)                                           |
| 1     | 22. August 1974    | Wie Herr Kottnik erwartungsvoll heimkehrte      | Ludwig Wühr, Margot Mahler                                         |
| 2     | 29. August 1974    | Wie Herr Kottnik mit Briefmarken handelte       | Jürgen Draeger, Thorwald Loessl                                    |
| 3     | 5. September 1974  | Wie Herr Kottnik sich Beziehungen schuf         | Herbert Tiede, Dieter Schidor, Frithjof Vierock                    |
| 4     | 12. September 1974 | Wie Herr Kottnik 20.000 Mark stiftete           | Jürgen Draeger, Carlamaria Heim, Margot Mahler, Siegfried Fetscher |
| 5     | 19. September 1974 | Wie Herr Kottnik einen Strohmann kaufte         | Franz Schafheitlin, Willy Schultes                                 |
| 6     | 26. September 1974 | Wie Herr Kottnik der Chefin beistand            | Roman Voyta                                                        |
| 7     | 3. Oktober 1974    | Wie Herr Kottnik in bösen Verdacht geriet       | Herbert Tiede, Franz Schafheitlin, Willy Schultes, Max Grießer     |
| 8     | 10. Oktober 1974   | Wie Herr Kottnik zum Kavalier der Straße wurde  | Willy Harlander, Max Grießer, Leopold Gmeinwieser, Otto Friebel    |
| 9     | 17. Oktober 1974   | Wie Herr Kottnik Spionage betrieb               | Axel Scholtz, Josef Moosholzer                                     |
| 10    | 24. Oktober 1974   | Wie Herr Kottnik einen Hochzeitsspaß hatte      | Carlamaria Heim                                                    |
| 11    | 7. November 1974   | Wie Herr Kottnik fast in die Falle lief         | Dieter Traier                                                      |
| 12    | 14. November 1974  | Wie Herr Kottnik seinen Nebenbuhler ausstach    | Willy Schultes, Margot Mahler, Ludwig Wühr                         |
| 13    | 21. November 1974  | Wie Herr Kottnik eine geniale Entscheidung traf | Franz Schafheitlin, Margot Mahler, Dieter Traier, Rolf Moebius     |